# Filipino Martial Arts

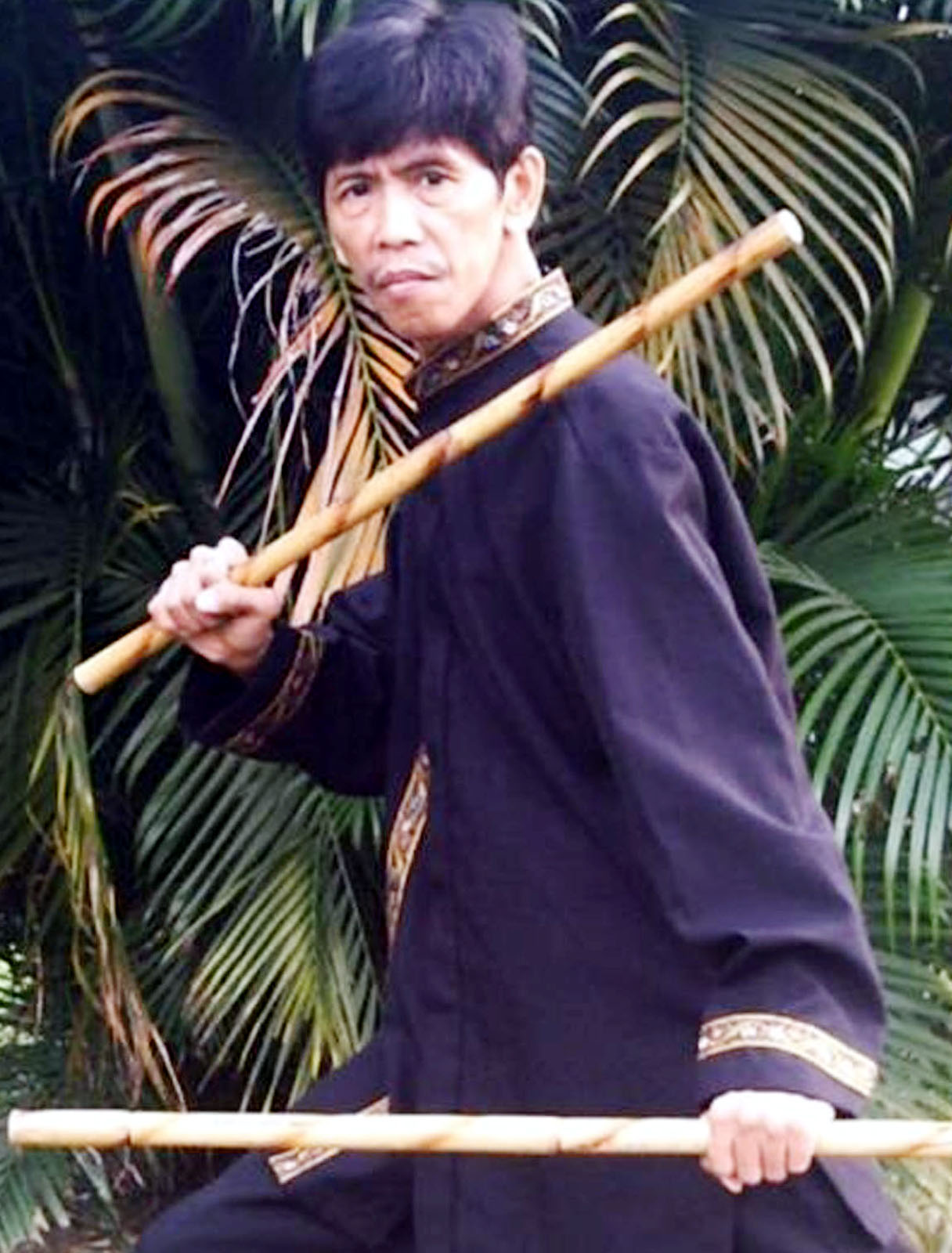
Großmeister Jonathan „June“ Makiling Abaya mit Rattanstöcken

Filipino Martial Arts (kurz FMA) ist ein international etablierter Sammelbegriff für alle philippinischen Kampfkünste.
In populären Medien stößt man am ehesten auf die Begriffe Arnis, Eskrima oder Kali, wenn von den Kampfschulen der Philippinen die Rede ist. Diese Benennungen stehen für eine hauptsächlich bewaffnete Kampfkunst aus Südostasien, welche sich mit unterschiedlichen Waffenarten, aber auch dem unbewaffneten Kampf beschäftigt (siehe 4 Disziplinen weiter unten).
Der Einfachheit halber wird in diesem Artikel der Begriff Arnis stellvertretend für Arnis, Escrima und Kali verwendet. Dennoch ist zu beachten, dass es auf den Philippinen sowohl Kampfschulen der traditionellen Künste gibt, die wie Yaw-Yan keine hauptsächlich bewaffnete Kampfkunst darstellen, als auch Schulen, die wie das Kuntao so stark in der philippinischen Kultur verwurzelt sind, dass sie als natürliche Bestandteile des kulturellen Erbes angesehen werden.

## Geschichte

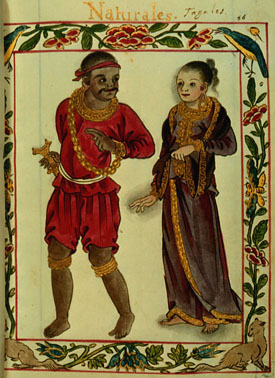
Ein tagalisches Liebespaar aus der Kaste der Maharlika, entnommen aus dem Boxer Kodex, 16. Jahrhundert

Die Kunst des Arnis gehörte zu einer Reihe von Künsten und Traditionen der südostasiatischen Kriegerkaste Maharlika (trad. Bay.: ᜋᜑᜎᜒᜃ / kol. Bay.: ᜋᜑᜇ᜔ᜎᜒᜃ). Als Kriegskunst beinhaltete sie mehrere Aspekte des Kampfes, wobei das Hauptaugenmerk auf bewaffneten Auseinandersetzungen lag. Die Krieger wurden im Umgang mit Lang- und Kurzschwert, Messerkampf sowie Speerkampf unterwiesen und erlernten zudem noch das Ringen sowie Schlag- und Tritttechniken. Eine besondere Fähigkeit waren der simultane Umgang mit zwei Waffen des gleichen oder unterschiedlichen Typs sowie die Verteidigung unter Gebrauch von alltäglichen Gegenständen. Allerdings wurden die Künste bis in die zweite Hälfte des 20. Jahrhunderts lediglich innerhalb des eigenen Clans gelehrt. Beim Training wurden meist Hartholz- oder Rattanstöcke anstelle von Schwertern verwandt, um das Verletzungsrisiko möglichst gering zu halten. Noch bevor jungen Kriegern der Umgang mit dem Schwert erlaubt war, mussten sie ihr Können mit schweren Hartholzstöcken aus Bahi oder Kamagong – auch bekannt als Eisenholz – unter Beweis stellen. Diese imitierten das Gewicht und die Länge eines echten Schwertes. Dabei fällt auf, dass bei südostasiatischen Waffentechniken Waffen, die man mit einer Hand führen kann, deutlich bevorzugt werden. Grund dafür ist wahrscheinlich die dichte Vegetation, die vor allem vor dem 20. Jahrhundert in der Region existierte. Dadurch waren die Krieger gezwungen, kompakte Techniken und kleinere Waffen zu bevorzugen.
Momentan ist nur relativ wenig über die Herkunft und über berühmte vorkoloniale Vertreter dieser Kunst bekannt. Eine der bekanntesten ist Prinzessin Urduja, die während der Yuan-Dynastie (元朝Pinyin:yuán cháo) lebte. Auch ist die Kunst Teil vieler Legenden und Geschichten des Archipels. So sei Lam-Ang, der Held eines nordluzónischen Epos, ein Meister der Kunst gewesen. Auch der Gott Apo Laki, Bruder von Guanyin, sei ein Meister des Schwertkampfes.
Die heutzutage bekannteste Auseinandersetzung zwischen europäischen und südostasiatischen Streitkräften war der Kampf, der zwischen Ferdinand Magellans und Lapu-Lapus Truppen am 27. April 1521 stattfand. Angeblich soll Magellan von Lapu-Lapu selbst erschlagen worden sein. Dies ist allerdings nur ein Gerücht, das erst im 19. Jahrhundert verbreitet wurde und historisch nicht belegbar ist, da in den Aufzeichnungen Antonio Pigafettas über seine Reise um die Welt lediglich geschrieben steht, dass Magellan von mehreren feindlichen Soldaten unter Lapu-Lapus Kommando angegriffen und vermutlich erschlagen wurde.

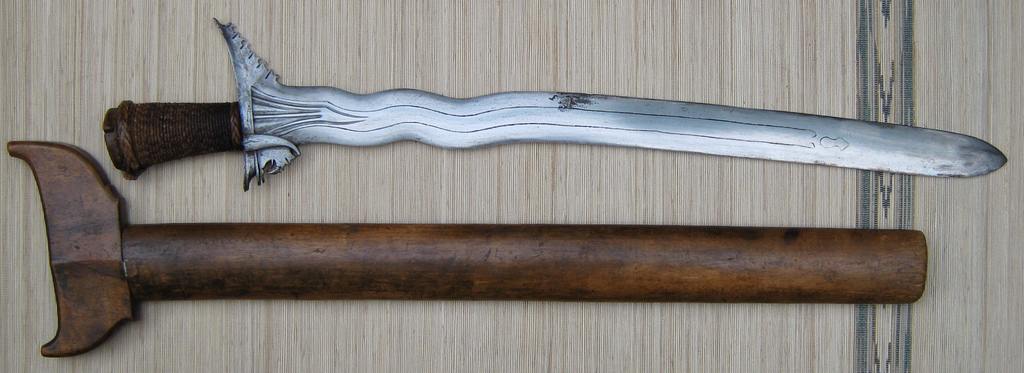
Der Kris gehört zu den bekanntesten Waffen Südostasiens.

Nach dem großen Misserfolg bei Mactan gelang es den Spaniern dennoch mit großem Kalkül, schließlich das Vertrauen der einheimischen Adligen zu erlangen und diese gegeneinander auszuspielen. Mit dieser Taktik schwächten sie das gesamte politische Gleichgewicht des Archipels – den Adligen war es nun nicht mehr möglich, eine effektive Streitmacht gegen die Spanier aufzustellen, als sich deren tatsächliche Absichten herauskristallisierten. Obwohl die politisch und wirtschaftlich wichtigen Städte sowie Schiffe des philippinischen Archipels mit südostasiatischen Kanonen, genannt Lantaka, geschützt waren, konnten sie wegen der politischen Zerrissenheit nichts gegen die viel weiter entwickelten Schusswaffentechnologien der zukünftigen Besatzer anrichten. Auch der Heimvorteil der Archipelbewohner verfiel, da auf der Seite der Spanier ebenfalls Maharlika kämpften.
Die Ausübung der Kunst wurde 1764 offiziell von der spanischen Kolonialmacht verboten, und so übten die Krieger ihr Können im Geheimen. Viele verbanden die Kampfkunst mit der südostasiatischen Tradition der Folkloretänze und versteckten ihr Wissen für die Nachwelt auf diese Weise.
Während des Zweiten Weltkriegs und des Vietnamkrieges ließ die U.S. Armee einen Großteil der Kampfhandlungen von philippinischen Soldaten ausführen. Zu diesen Soldaten gehörte unter anderem der spätere philippinische Präsident Fidel Ramos. Aus dem Sachverhalt der Anheuerung heraus entstand der Mythos in der westlichen Welt, dass die US-Armee gezielt Arnis-Meister angeheuert habe, weil diese sich mit Guerillataktiken im südostasiatischen Terrain auskennen würden und herausragende Kämpfer seien. Dies kann allerdings durch nichts belegt werden. Die USA ließen lediglich Soldaten aus dem Archipel für sich kämpfen, unabhängig davon ob, sie Arnis konnten oder nicht. Tatsächlich waren die allermeisten Soldaten weder Arnis-Meister noch -Schüler.
Die Militärzeit ermöglichte vielen die Aussicht auf die US-amerikanische Staatsangehörigkeit. Dadurch gelangten unter anderem die philippinischen Kampfkünste auf den amerikanischen Kontinent. Anfang der 1970er Jahre wurden diese dann durch Leute wie Dan Inosanto, der diese Kunst in viele US-Actionfilme einbrachte, nach und nach bekannter.
Nachdem in den 1980er Jahren der Begriff „Kali“ populär geworden war und die Nachfrage stieg, veränderten einige Meister den Namen ihres Kampfstiles, um sich die Möglichkeit zusätzlicher Einnahmen nicht entgehen zu lassen.
Bis in die zweite Hälfte des 20. Jahrhunderts erhielten erfolgreiche Krieger und Kopfjäger der indigenen Stämme der Gebirgsregion Luzons rituelle Tätowierungen als Ehrung.
Arnis war zudem noch eine Disziplin in den Südostasienspielen in den Jahren 1991 und 2005 und wurde 2010 durch Gloria Macapagal-Arroyo zum offiziellen Nationalsport der Philippinen ernannt. Es muss an allen philippinischen Schulen unterrichtet werden.

## Etymologie
Der Begriff Arnis ist eine Verballhornung des Terms arnes, zu deutsch „Harnisch“. Er leitet sich daraus ab, dass die spanischen Besatzer, die zuerst 1521 auf den Philippinen landeten, in ihren Rüstungen zu ungelenk und schwer waren, um gegen die Maharlika zu bestehen. Eskrima hingegen, auch bekannt als Escrima, leitet sich vom spanischen Begriff esgrima, zu deutsch „fechten“, ab. Der Grund für die Existenz zweier Schreibweisen dieses Wortes ist, dass es im philippinischen Alphabet den Buchstaben c nicht gibt. Der Ursprung des dritten Begriffes für die Kunst, Kali, bleibt hingegen bis heute umstritten. Dan Inosanto führte den Begriff auf die beiden alt-malaiischen Worte KAhmot (Hand) und LIhot (Körper) zurück und meinte, dass es für Bewegung von Hand und Körper stünde. Eine weitere Theorie besagt, dass der Name der indischen Göttin Kali, nachempfunden wurde, oder aber von dem alt-malaiischen „Kalis“, Schwert, abgeleitet sei.

## Traditionelle und moderne Kunst
Der Unterschied zwischen der traditionellen und der modernen Kunst liegt darin, dass das klassische Arnis die ursprüngliche Kriegskunst ist, welche sich mit mittelalterlichem Kriegswerkzeug wie Schwert oder Speer beschäftigt, und das moderne Arnis sich eher auf den Gebrauch von Stöcken und kontemporären Alltagsgegenständen konzentriert.
Das moderne Arnis wuchs erst zur Kunst heran, als die spanische Kolonialmacht 1764 ihre Ausübung verbot und die Bevölkerung entwaffnete. Die Menschen sahen sich gezwungen, im Geheimen und ohne den Gebrauch der eigentlichen Waffen die Kunst an kommende Generationen weiterzuvermitteln. Daraus entwickelten sich auf Schlagwaffen zugeschnittene Techniken, neue Bewegungsschemata sowie Kampf- und Verteidigungstaktiken.
Bis heute ist es allerdings noch so, dass Anfänger im klassischen Bereich dennoch, damals wie heute, ihre Techniken, genau wie Schüler des modernen Arnis, mit Stöcken üben. Erst nach Jahren des andauernden Trainings ist es ihnen erlaubt und auf den Philippinen auch üblich, dass sie mit scharfen Klingen entweder allein oder mit Partnern üben. Nur so können sie zu Meistern des Arnis werden.

## Disziplinen
Von den jungen Maharlika wurde damals verlangt, dass sie in der sogenannten Bothoan-Schule in den Gebieten Geschichte, Philosophie, Poesie sowie Tanz und der Kriegskunst unterwiesen werden. Das Arnis selbst wurde hierfür in zwölf Stufen – kriegerischen Disziplinen – unterteilt, die ein Schüler auf dem Weg zum Meistertum erlernen musste. Diese sind:
| Name der Disziplin auf Tagalog (latinisiert) | Name der Disziplin auf Tagalog (auf Baybayin)        | Übersetzung der Disziplin ins Deutsche         | Kurze Erläuterung der Disziplin |
| -------------------------------------------- | ---------------------------------------------------- | ---------------------------------------------- | --- |
| Olisi/Pamalo                                 | ᜂᜎᜒᜐᜒ/ᜉᜋᜎᜓ                                              | Stock                                          | Bekannteste Waffe der philippinischen Kampfkunstarten. Nachdem der Umgang mit dem Stock erlernt wurde, kann das Bewegungsmuster auf andere Gegenstände übertragen werden. Der Stock kann aus verschiedenen Materialien bestehen (z. B. Rattan) und wird in unterschiedlichen Längen gebraucht. Meistens wird aber mit einem 70 cm langen Stock trainiert. |
| Dalawang Olisi/Pamalo                        | trad. Bay.: ᜇᜎᜏᜂᜎᜒᜐᜒ / kol. Bay.: ᜇᜎᜏᜅ᜔ / ᜉᜋᜎᜓ           | Doppelstock                                    | Der bekannteste Wesenzug des Arnis, fördert sowohl Kraft als auch Koordination. Grundvoraussetzung für viele weitere Techniken. |
| Punyal                                       | trad. Bay.: ᜉᜓᜌ / kol. Bay.: ᜉᜓᜈ᜔ᜌᜎ᜔                     | Messer, Dolch                                  | Messer werden im Arnis als Stichwaffen angesehen, und eine effektive Verteidigung bzw. Umgang mit ihnen ist deswegen nicht gleich dem Umgang mit einem Schwert. Es wird davon ausgegangen, dass ein Angreifer stets eine Waffe führt, auch wenn diese nicht auf Anhieb zu sehen ist. |
| Dalawang Punyal                              | trad. Bay.: ᜇᜎᜏᜂᜎᜒᜐᜒ / kol. Bay.: ᜇᜎᜏᜅ᜔ᜂᜎᜒᜐᜒ              | Zwei Messer/Dolche                             | Die Bewegungsabläufe mit zwei Messern entsprechen in gewisser Weise denen zweier Stöcke. |
| Tabak                                        | trad. Bay.: ᜆᜊ / kol. Bay.: ᜆᜊᜃ᜔                      | Schwert                                        | Schwerter waren die stereotypen Waffen der Maharlika während des Mittelalters und dementsprechend auch das ursprüngliche Hauptaugenmerk des Arnis. Anzumerken sei allerdings, dass Schwerter in der Regel einer Länge zwischen 70 und 100 cm haben. Waffen wie das Kris waren eher zwischen 50 und 70 cm, das Kampilan hingegen hatte stets eine Länge zwischen 100 und 120 cm. Im normalen Sprachgebrauch wird das Wort Tabak allerdings sehr selten verwandt, sondern explizit der jeweilige Klingentyp erwähnt. |
| Dalawang Tabak                               | trad. Bay.: ᜇᜎᜏᜆᜊ / kol. Bay.: ᜇᜎᜏᜅ᜔ᜆᜊᜃ᜔               | Zwei Schwerter                                 | Dadurch das die meisten Schnittwaffen Südostasiens kurz gehalten sind und mit einer Hand geführt werden können, war es naheliegend, die Kampfkünste auf Techniken für zwei Schwerter auszuweiten. |
| Tabak at Punyal                              | trad. Bay.: ᜉᜓᜌᜀᜂᜎᜒᜐᜒ / kol. Bay.: ᜉᜓᜈ᜔ᜌᜎ᜔ᜀᜆ᜔ᜂᜎᜒᜐᜒ            | Schwert und Messer                             | Diese Disziplin wird heute auch Espada y Daga (Spa.: Schwert und Dolch) genannt. Hierbei wird in der einen Hand ein Messer und in der anderen ein Schwert geführt. Traditionell ging es bei dieser Stufe darum, zwei Waffen unterschiedlichen Reichweite und Gebrauchsart miteinander zu kombinieren, weswegen verschiedene Waffen, nicht nur das Schwert und das Messer, miteinander kombiniert wurden. |
| Panantukan                                   | trad. Bay.: ᜉᜈᜆᜓᜃ / kol. Bay.: ᜉᜈᜈ᜔ᜆᜓᜃᜈ᜔                 | Boxen                                          | Ein Neologismus, der von Fil-Ams erschaffen wurde, um dem traditionellen Faustkampf, welcher nur bedingt mit der westlichen Version des Boxens vergleichbar ist, einen Namen zu geben. Eigentlich wird diese Kampfart Suntukan, zu deutsch „Schlägerei“, genannt. Beide Begriffe leiten sich vom Wort Suntok (Schlag) ab. |
| Sikaran/Pananjakman                          | trad. Bay.: ᜐᜒᜃᜇ᜔ / kol. Bay.: ᜐᜒᜃᜇ᜔ᜈ᜔                    | Treten                                         | Ebenfalls ein Neologismus, der von Fil-Ams ins Leben gerufen wurde. Der eigentliche Begriff für „treten“ lautet sowohl in Tagalog als auch Visaya sipaan, leitet sich vom Wort Sipa (Tritt) ab und ist verwandt mit dem malaiischen Sepak. Diese Disziplin besteht zum Großteil aus Tritttechniken, die aus weiter Distanz ausgeführt werden. In der Mittel- bzw. Nahdistanz kommen eher Knie- bzw. Ellbogentechniken zum Einsatz.                                                                                 |
| Dumog/Buno                                   | trad. Bay.: ᜇᜓᜋᜓ / kol. Bay.: ᜇᜓᜋᜓᜄ᜔                      | Ringen                                         | Beim Dumog wird zwischen dem Ringen im Stehen und dem Bodenkampf unterschieden, wobei etliche Techniken von Schwertbewegungen abgeleitet wurden. |
| Sibat                                        | trad. Bay.: ᜐᜒᜊ / kol. Bay.: ᜐᜒᜊᜆ᜔                      | Speer                                          | Damals mussten Krieger in der Lage sein, mit einem Speer umgehen zu können, heutzutage wird jedoch anstelle eines Speeres in der Regel ein Langstock, auf Tagalog Bangkaw(trad. Bay.: ᜊᜃ / kol. Bay.: ᜊᜅ᜔ᜃᜏ᜔), benutzt. |
| Pana oder Paggagamot                         | trad. Bay.: ᜉᜈ, trad. Bay.: ᜉᜄᜄᜋᜓ / kol. Bay.: ᜉᜄ᜔ᜄᜄᜋᜓᜆ᜔ | „Bogen“, oder „jemanden mit Medizin versorgen“ | Je nach Clan wurden Krieger neben den normalen Disziplinen zu Bogenschützen oder zu medizinischem Personal ausgebildet. Da beide Disziplinen die zeitaufwändigsten bei der Dauer der Ausbildung waren, standen sie an letzter und höchster Stelle der kriegerischen Künste. Jedoch wird diese letzte Stufe heutzutage normalerweise nicht mehr unterrichtet. |

## Trainingsmethoden

### Sinawali
Sinawali (Bay.:ᜐᜒᜈᜏᜎᜒ; Tag.: „vernetzt, verwebt“) sind Doppelstockschlagübungen, die zusammen mit einem Partner eingeübt werden. Sie dienen dazu, sich bestimmte Schlagmuster zu merken und diese einzuschleifen. Bei Sinawali ist die Schlagabfolge so festgelegt, dass beide Partner die Schläge quasi in einer fließenden Endlosschleife durchführen könnten.

### Tapi-Tapi
Als Tapi-Tapi (Bay.: ᜆᜉᜒᜆᜉᜒ) bezeichnet man eine Übungsform, in der der eine Partner führt und der andere folgt. Oft folgen beide Partner einem vorher festgelegten Ablauf von Angriff- und Verteidigungstechniken. Während ein Partner ausschließlich angreift, muss der andere sich dagegen verteidigen und Gegenangriffe durchführen. Dadurch sollen das Distanzgefühl und Bewegungsabläufe geschult werden. Je nach Erfahrungsgrad der Schüler werden die Tapi-Tapi immer schwerer.

### Palit-Palit
Beim Palit-Palit (trad. Bay.: ᜉᜎᜒᜉᜎᜒ / kol. Bay.: ᜉᜎᜒᜆ᜔ᜉᜎᜒᜆ᜔; Tag.: stetiger Wechsel), auch 1X1 genannt, wird abwechselnd mit einem Partner angegriffen und geblockt. Da die Angriffe ohne Ansage erfolgen, dient diese Übung als Vorbereitung auf ernsthafte Auseinandersetzungen. Der Schüler muss lernen, spontan jeden beliebigen Angriff aus jeder beliebigen Position heraus entweder abzuwehren oder durchzuführen. Wichtig dabei ist, dass beide Schüler voll und ganz konzentriert sind, um zu lernen, die Bewegungen des Gegenübers zu lesen und dementsprechend zu handeln. Bei erfahrenen Schülern wird beim 1X1 auch entwaffnet oder geworfen.

### Hubud-Lubud / Hubad-Lubad
Als Hubad-Lubad (trad. Bay.: ᜑᜓᜊᜎᜓᜊ / kol. Bay.: ᜑᜓᜊᜇ᜔ᜎᜓᜊᜇ᜔) bezeichnet man waffenlose Partnerübungen, bei denen der Fluss der Bewegungen geübt werden soll. Die US-Amerikaner transkribierten diesen Begriff als „Hubud-Lubud“ und verfälschten somit die Aussprache des Terminus im Ausland. Der Begriff stammt aus dem Visaya, wobei das erste Wort hubad „nackt“ bedeutet, und das zweite, lubad, mit „schwindend“ bzw. „fließend“ zu übersetzen wäre. Ähnlich wie bei Sinawali ist die Grundbewegung der Übung festgeschrieben, und die Schüler könnten sich prinzipiell ohne Unterbrechung in dieser Bewegungsschleife aufhalten. Einer der Unterschiede zum Sinawali ist, dass sich beim Hubud-Lubud die Arme beider Partner fast die ganze Zeit berühren. Dadurch soll erlernt werden, wie man Bewegungen des Gegners erfühlen kann, wenn dieser unmittelbar vor einem steht. Die Fortgeschrittenenübung des Hubud-Lubud sieht vor, dass aus dieser Endlosbewegung versucht wird, auszubrechen und den Partner zu überwältigen. Dieser wiederum versucht das Gleiche.

### Formen
Die Übungsformen im Arnis nennt man entweder Anyo (trad. Bay.: ᜀᜌᜓ / kol. Bay.: ᜀᜈ᜔ᜌᜓ; Tag.: Form, Figur, Gestalt) oder aber Sayaw (trad. Bay.: ᜐᜌ / kol. Bay.: ᜐᜌᜏ᜔; Tag.: Tanz). Sie stellen eine stilisierte, choreographierte Auseinandersetzung gegen mehrere imaginäre Gegner dar und folgen dabei einem festgelegten Muster im Raum. Die verschiedenen Kampfstile haben üblicherweise unterschiedliche Anyo, die sie üben, allerdings kann es dennoch zu Überschneidungen, Varianten und unterschiedlichen Namensgebungen kommen. Der Vorteil der festgelegten Formen lag darin, dass Wissen über Techniken und Taktiken komprimiert an die nächste Generation weitergegeben werden konnte, ohne dieses verschriftlichen zu müssen.

## Waffen
In den philippinischen Kampfkünsten sind zahlreiche Waffen gebräuchlich. Besonders häufig werden verwendet:
- Das Schwert (Darunter zählen:)
  - Der Barong
  - Das Golok
  - Das Ginunting
  - Das Kampilan
  - Das Kris
  - Das Pinuti
- Das Messer
  - Das Balisong
  - Das Bolo
  - Das Karambit
  - Das Punyal
- Das Dulo-Dulo
- Der Langstock
- Die Schwertlanze
  - Das Panabas
- Der Kurzstock
- Der Speer
  - Der Taming
  - Das Sankil

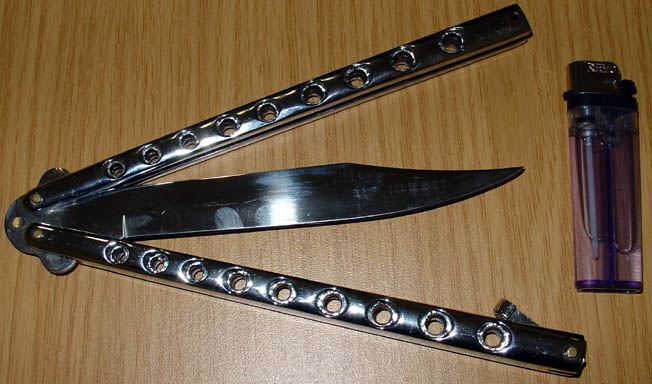
Halboffenes Balisong

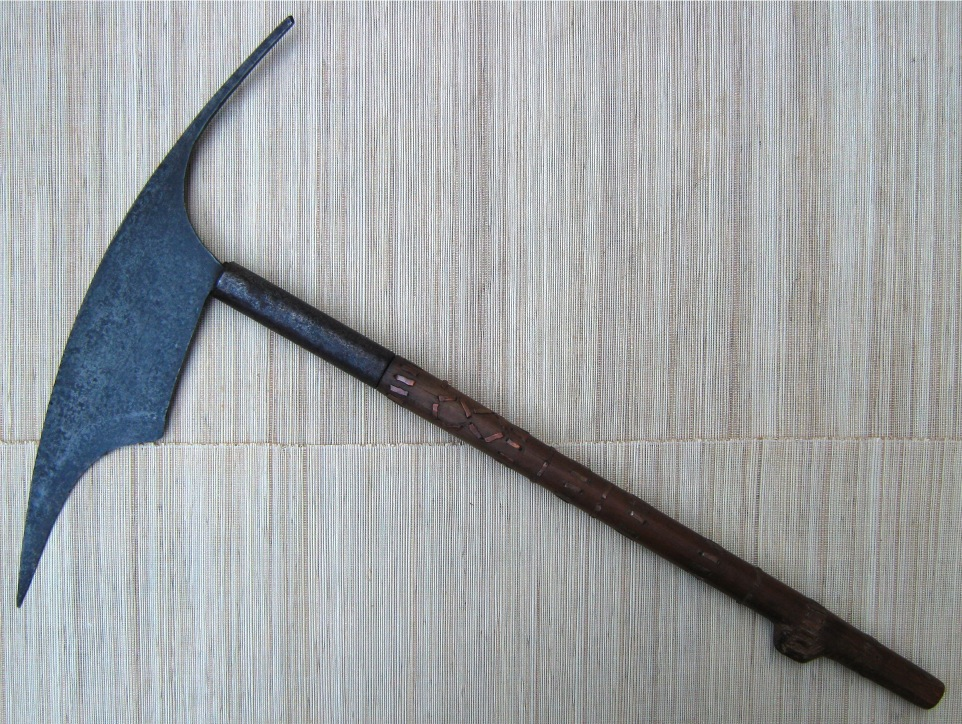
Streitaxt wie sie in Nord- und Zentralluzón üblich war

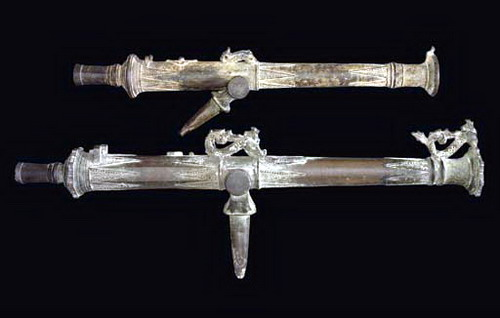
Eine Lantaka, auch Rentaka gehört zur Familie der Drehbasse und war die gängige Kanone in Südostasien. Ihre Form ähnelte auch oft einer Nawa / Naga, dem südostasiatischen Drachen

Zu den selteneren Waffen gehören unter anderen:
- die Buntot Pagi
- das Tanikala
- der Sarong
- der Schild
  - das Agung
  - das Kalasag
- die Streitaxt
- das Tabak-Toyok

## Kleiderordnung

Ein Beispiel zweier aus Luzon stammender Arnis-Uniformen, Schwarz ist für Lehrer, Rot für Schüler.

Im Arnis gibt es keine einheitliche Uniform, wie es bei japanischen Kampfschulen der Fall ist. Vielerorts wird bis heute noch in Alltagskleidung geübt. Auch ist wichtig, dass i. d. R. mit Schuhen trainiert wird. Dennoch gibt es immer mehr Schulen, die für eine einheitliche Bekleidung von Arnispraktizierenden stehen. Je nach der Region, aus der der jeweilige Stil kommt, kann es zu Unterschieden bei der Bekleidung kommen. Vor allem Luzóns (trad. Chin.: 呂宋 / ver. Chin.: 吕宋, Pe̍h-ōe-jī: Lūsòng/Pinyin: Lǚsòng, trad. Bay.: ᜎᜓᜐᜓkol. Bay.: ᜎᜓᜐᜓᜈ᜔) Kampfkunstschulen fallen durch ihre rote Trainingsbekleidung auf. Für die Wahl dieser Farbe gibt es zwei Gründe: Zum einen gilt Rot in Asien als eine glücksbringende Farbe und hält deswegen einen besonderen Platz in den Herzen der dortigen Menschen inne, zum anderen war Rot auch die Farbe der aus Luzón stammenden Katipunan (trad. Bay.: ᜃᜆᜒᜉᜓᜈ / kol. Bay.: ᜃᜆᜒᜉᜓᜈᜈ᜔), die diese Farbe unter anderem wegen ihres glücksbringenden Faktors auserwählt hatten.

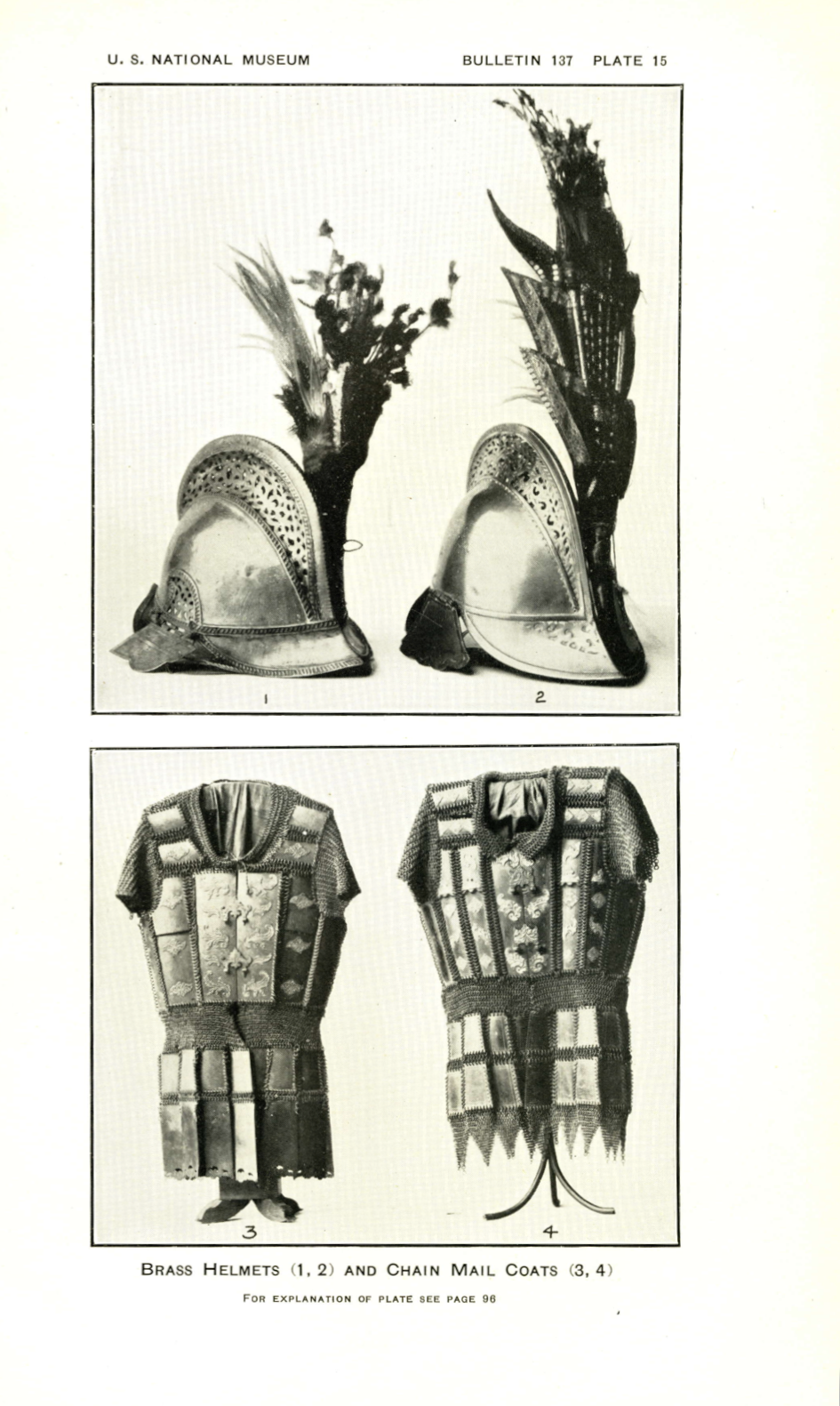
Rüstung aus Mindanao mit einem nach spanischem Vorbild gefertigten Helm

Als Erinnerung an die Katipunan haben viele luzónische Schüler der Kampfkunst ein weißes T-Shirt und eine rote Hose an. Die Volkspartei nämlich trug einen weißen ‘‘‘Barong Tsinoy‘‘‘, die Kleidung der Arbeiter und Bauern, und eine rote Hose. Zusätzlich erinnern diese Schulen noch an die vorkoloniale Geschichte durch Jacken, welche an der traditionellen tagalischen Garderobe angelehnt ist. Einen Unterschied zwischen den Uniformen für Fortgeschrittene und denen für Schüler kann man am einfachsten an der Farbe erkennen. Erfahrene Praktizierende des Arnis tragen meist eine schwarze Uniform, welche aber das gleiche Design wie die rote hat. Aber auch wenn sie Rot tragen sollten, erkennt man Fortgeschrittene meist an dem Emblem der jeweiligen Schule, das sowohl klein auf der Brust als auch groß auf dem Rücken der jeweiligen Uniform eingestickt ist.
In verschiedenen, aus der westlichen Welt stammenden Verbänden des Arnis hingegen wird oft komplett auf eine Uniform, basierend auf traditioneller philippinischer Kleidung, verzichtet. Stattdessen nutzen sie oft unterschiedliche T-Shirts, die sowohl die Verbandszugehörigkeit mittels unterschiedlicher Farben und Motive als auch den Rang des Schülers bzw. Fortgeschrittenen innerhalb der jeweiligen Schule verdeutlichen soll.

### Embleme
Die meisten Arnisschulen haben entweder einen Kreis oder aber ein Dreieck als Emblem. Der Kreis ist die auf den Philippinen traditionelle Form für Siegel und wird unter anderem deswegen gerne verwendet. Das Dreieck hingegen steht für mehrere philosophische Prinzipien innerhalb der philippinischen Kampfkunst als auch für bestimmte Bewegungsabläufe, wie zum Beispiel der Fußarbeit.

### Graduierung
(Für die verschiedenen Graduierungsgrade siehe  10 Graduierungen bei verschiedenen Verbänden weiter unten)
Um westliche Lerner anzulocken, wurden in der zweiten Hälfte des 20. Jahrhunderts in manchen Arnisschulen Graduierungen, zumeist nach japanischem Vorbild, eingeführt. Da Arnis jedoch von verschiedenen Clans gelehrt wurde und wird, existiert kein einheitliches Graduierungssystem bei philippinischen Kampfstilen. Es sei auch vermerkt, dass verschiedene Verbände, obgleich sie auch denselben Stil beibringen mögen, unterschiedliche Graduierungen haben können; ein Schüler- oder Meistergrad lässt sich deswegen nicht von einem Verband auf einen anderen übertragen. Viele Kampfkunstschulen besitzen auch heute noch keine Gürtelränge oder etwas Äquivalentes dazu. Dennoch, falls vorhanden, befindet sich der Gürtelknoten nicht wie bei anderen Kampfschulen vorne, sondern seitlich an der rechten Hüfte des Praktizierenden. Dies rührt von der Art und Weise her, wie die Maharlika ihre Gürtel trugen.
Hierbei wird dann oft zwischen Schüler- und Fortgeschrittenengraden unterschieden. Die verschiedenen Schülergrade werden oft Antas, auf Deutsch „Rang“, „Klasse“, „Niveau“, oder aber auch, wie in manchen Schulen üblich, Klase genannt. Letzteres ist vom Spanischen abgeleitet und bedeutet ebenfalls „Klasse“. Anders als bei den japanischen Kyu-Rängen gibt es in manchen Arnisschulen noch den Rang des Neulings, Anfängers, auf Tagalog Baguhan, welcher unter den Schülerrängen steht. Traditionell musste ein Neuling sich erst den Schülern und Fortgeschrittenen gegenüber beweisen, bevor er in den Unterricht aufgenommen wurde.
• Antas (/anˑ.tasˑ/, trad.Bay.:ᜀᜆ  / kol.Bay.:ᜀᜈ᜔ᜆᜐ᜔)
• Klase (/klaˑ.sɛˑ/, Bay.: ᜃᜒᜎᜐᜒ)
• Baguhan (/ba.gūˑ.hân/, trad.Bay.: ᜊᜄᜓᜑ  / kol.Bay.:  ᜊᜄᜓᜑᜈ᜔)
Für fortgeschrittene Schüler aus dem Ausland führten Remy Presas und Ernesto Presas den Begriff Lakan ein, was das tagalische Pendant zum deutschen Ehrenmann ist und vor der Kolonialisierung als Beschreibung für männliche Adlige verwandt wurde, ein. Der letzte Herrscher von Tondo wurde von der Bevölkerung Lakandula, (Dula bedeutet „Thron“) genannt. Das weibliche Gegenstück des Lakan ist die Dayang.
Remy Presas führte zudem in seiner in den USA basierten Schule den Rang des Fürsten, auf Tagalog Datu, ein. Dieser Begriff geriet allerdings bei auf den Philippinen lebenden Filipinos unter großer Kritik und wurde als Affront empfunden, vor allem weil im Süden der Philippinen, als auch in Malaysia, Indonesien und Brunei etliche Fürstentümer von Datu geführt werden und ein solcher Rang als respektlos gegenüber der malaiischen Kultur empfunden wird.
• Lakan (/la.kân/, trad. Bay.:ᜎᜃ  / kol. Bay.: ᜎᜃᜈ᜔)
• Dayang (/dà.jāŋ/, trad. Bay.:ᜇᜌ  / kol. Bay.: ᜇᜌᜅ᜔)
• Datu (/dā.tù/, Bay.:ᜇᜆᜓ, manchmal auch kol. Bay.:ᜇᜆᜓᜃ᜔)

## Philosophie und Bezug zur Religion
Wegen mangelnder Quellen ranken sich mehrere Theorien und Mythen um den philosophischen und religiösen Hintergrund der Maharlika und somit auch des Arnis. So lebten die Krieger angeblich nach dem Kalantiaw Kodex, einem absoluten Regelwerk, das 1433 verfasst worden sein soll. William Henry Scott stellte allerdings 1965 klar, dass dieser Kodex definitiv eine Fälschung ist und tatsächlich erst 1913 geschrieben wurde. Tatsache ist, dass wegen der Christianisierung der Bevölkerung und des kulturellen Genozids durch Spanien viele Kampfstile der Philippinen ihren Bezug zur Religion verloren und derzeit kaum etwas über die vorkoloniale Zeit auf den Philippinen bekannt ist. Bei manchen Stilen sind nur noch Fragmente des theologischen und philosophischen Erbes des philippinischen Archipels vorhanden. Und oft lässt sich nur noch durch archäologische Funde sowie Gebäuden, die zur Anfangszeit des Imperialismus errichtet wurden, erkennen, welche Religion die Bevölkerung vor der Unterdrückung hatte.

### Buddhismus
Viele ethnische Minderheiten des philippinischen Archipels, wie die Ifugao, welche zu den Hmong gezählt werden, oder die Bajau und T'Boli, sind Animisten. Daher rührt der Irrglaube vieler, dass alle Menschen auf den Philippinen vor der Kolonialisierung ebenfalls animistischen Religionen angehörten. Leider finden ernstzunehmende historische und archäologische Forschungen im großen Rahmen über die Philippinen erst seit 1992, dem Jahr, in dem die US-amerikanischen Truppen philippinisches Hoheitsgebiet verließen, statt, denn mittlerweile weiß man ganz sicher, dass ein Großteil der Bevölkerung des Archipels ursprünglich Buddhisten war. Zum Beispiel haben Kirchtürme, die auf Luzón kurz zur Anfangszeit des Kolonialismus errichtet wurden, allesamt eine oktogonale Form. Diese leitet sich von der Gestalt chinesischer Pagoden (塔) ab. Auch chinesische Schutzlöwen (trad. Chin.: 石獅; ver. Chin.: 石狮), wie man sie bis heute noch an der San-Agustin-Kirche in Vigan (美岸) sehen kann, sind ein Element des Buddhismus. Zudem wird auf der LCI der buddhistische Kalender verwendet. Hinzu kommen einige Lehnwörter aus dem Sanskrit, der Sprache Buddhas, im Tagalog und anderen Sprachen des Archipels. Zu diesen gehört auch das Wort Maharlika selbst (Dev.:महऱनिक). Als letzter Faktor wären die Bezüge der vorkolonialen philippinischen Mythologien zum Hinduismus als auch der Mahabharata zu nennen. Davon ausgehend gibt es viele Theorien, die besagen, dass die Maharlika sich anfänglich nach der buddhistischen Agama (आगम) richteten, in manchen Regionen jedoch später, vermutlich dem 13. Jahrhundert, auf die muslimische Sharia (شريعة) überwechselten.

### Islam
Handelsbeziehungen zwischen den verschiedenen Fürstentümern des philippinischen Archipels und dem Nahen Osten können heutzutage bis ins 10. Jahrhundert zurückverfolgt werden. Allerdings scheint nach heutigem Kenntnisstand das 13. Jahrhundert eine tragende Rolle für die Islamisierung der südlichen Teile des Archipels zu spielen. Denn Kublai Khan, der damalige Kaiser Chinas, sah zu, dass die Türken, da sie ihm zur Macht verhalfen, die höchstmögliche Stellung innerhalb des chinesischen Kaiserreiches hatten.
Durch diese Politik sahen viele Adlige des philippinischen Archipels die Notwendigkeit, Türkisch als Fremdsprache zu erlernen. Da der Kaiser veranlasste, dass der Transithandel zu den Ländern im Nahen Osten stark gefördert werde, kam es zudem zu einem wirtschaftlichen Aufschwung in den Reichen Südostasiens. Der Handel mit muslimischen Gilden war hochangesehen, was dazu führte, dass der verstärkte Handel auch Einfluss auf die Kultur im südlichen Teil des philippinischen Archipels und dem heutigen Malaysia und Indonesien hatte. So veränderte sich die Fertigungsweise von Rüstzeug, und das Okir wurde in diesen Gegenden zum typischen (und heutzutage traditionellen) Design der dortigen Kleider. Von 1260 an traten viele Adlige im Fernen Osten dem Islam bei. Dies fand auch auf Mindanao statt, was sich unter anderem an Koranversen auf Rüstungen sehen lässt. Letzten Endes erreichte im Jahr 1500 der Islam auch das Königreich Luzón, als Sultan Bolkiah das Reich angriff und den Stadtstaat Maynilad (trad. Bay.: ᜋᜈᜒᜎ / kol. Bay.: ᜋᜌ᜔ᜈᜒᜎ) dort gründete.
Ferner trat im Sultanat Maguindanao, als auch in dem heutigen Malaysia und Indonesien, die Tradition des meng-âmok, zu Deutsch Amoklauf, auf. Diese war für sie eine Form des Dschihad (جهاد), welches später vor allem gegen die Kolonialmächte Spanien und USA verwendet wurde. Die Spanier bezeichneten diese Amokläufe als Juramentado. Dennoch bleibt zu klären, ob diese Verhaltensweise tatsächlich von der dortigen Interpretation des Islams herrührt.

### Anting-Anting
Der Begriff Anting-Anting stammt aus dem Alt-Malaiischen, wobei Anting „aufhängen“ bedeutet. Weil die Sprache eine Koinēsprache war, wurden Plurale und Superlative durch Wiederholung des jeweiligen Morphems gebildet; Anting-Anting bedeutet dementsprechend „Aufhänger“ oder „Anhänger“. Vorwiegend wird der Begriff heutzutage, wie im Indonesischen, für „Ohrring“ verwandt, oder aber wie auf den Philippinen für „Amulett“, auf Tagalog auch „Agimat“. Nach der Katholisierung der Philippinen waren die Abbildungen der Amulette vorwiegend christlich orientiert, und die Inschriften auf ihnen vorwiegend auf Latein. Wie bei anderen Talismanen gibt es viele unterschiedliche Bereiche, auf die das Amulett angeblich Auswirkungen haben soll.
Ende des 20. Jahrhunderts und in den ersten Jahren des 21. Jahrhunderts versuchten viele filipino-amerikanische Kampfkunstorganisationen, dem Arnis eine mystische Ebene beizufügen, die möglichst vergleichbar mit der Mystik der chinesischen oder japanischen Schulen sein sollte. Hierbei stießen sie auf Amulette und Glücksbringer, wie sie in mehreren Kulturkreisen vorhanden sind, und versuchten einen nicht existenten direkten Bezug zum Kriegertum im philippinischen Archipel herzustellen. Zwar gab und gibt es durchaus Menschen, die an die Kraft von Amuletten glaubten und glauben, aber weder lassen diese sich einem bestimmten Stand oder einer bestimmten Kaste zuordnen, noch war und ist ihr Besitz einer bestimmten Gruppe auf den Philippinen vorbehalten.

## Sport bzw. Turniere
Durch die Verwestlichung der asiatischen Kampfkünste und im daraus resultierenden Kampfsport ist es immer üblicher, Turniere nach westlichem Vorbild im Arnis zu veranstalten. Die in diesen Turnieren durchgeführten Disziplinen bestehen meistens aus freien Kämpfen und Anyo-Vorführungen. Da es beim freien Kampf, vor allem mit Stöcken, ein hohes Verletzungsrisiko gibt, müssen die Turnierteilnehmer heutzutage beim Waffenkampf meist Schutzkleidung, bestehend aus einem Helm, einer Rüstung, Handschonern und speziell präparierten Stöcken tragen. Zusätzlich existieren Beschränkungen bei der Durchführung von Techniken.
Befürworter der westlichen Wettkämpfe betonen den sportlichen Charakter der asiatischen Künste und führen ihre sportlich-praktische Anwendbarkeit an. Kritiker hingegen vertreten die Meinung, dass diese dem wahren Charakter und Geist der Künste widersprächen und dass durch die stark reduzierte Anzahl und z. T. veränderten Techniken das Arnis sich zurückbilde.

## Graduierungen bei verschiedenen Verbänden
(Für die Erläuterungen zu den Graduierungssystemen siehe  7.2 Graduierung weiter oben.)

### Schülergrade

#### MAMD
| Klase       | Baguhan   | 10   | 9       | 8    | 7       | 6    | 5       | 4    | 3       | 2     | 1       |
| Gürtelfarbe | ohne Gurt | weiß | weiß    | gelb | gelb    | grün | grün    | blau | blau    | braun | braun   |
| Gürtelfarbe |           |      | schwarz |      | schwarz |      | schwarz |      | schwarz |       | schwarz |

#### DAV
| Antas       | Baguhan   | 5. Klase | 4. Klase | 3. Klase | 2. Klase | 1. Klase |
| Gürtelfarbe | ohne Gurt | weiß     | gelb     | grün     | blau     | braun    |

### Fortgeschrittenengrade

#### MAMD
| Dan-Grad    | 1. Dan  | 2. Dan    | 3. Dan   | 4. Dan   | 5. Dan   | 6. Dan           | 7. Dan           | 8. Dan      | 9. Dan      | 10. Dan     |
| Bezeichnung | Experte | Experte   | Experte  | Experte  | Experte  | Meister (Junior) | Meister (Senior) | Großmeister | Großmeister | Großmeister |
| Tagalog     | Pangisa | Pangalawa | Pangatlo | Pangapat | Panglima | Panganim         | Pangpito         | Pangwalo    | Pangsiyam   | Pangsampo   |
| Gürtelfarbe | rot-    | rot-      | rot-     | rot-     | rot-     | rot-             | rot-             | rot-        | gelb        | rot-        |
| Gürtelfarbe | schwarz | schwarz   | schwarz  | schwarz  | schwarz  | schwarz          | schwarz          | schwarz     | schwarz     | blau        |

#### DAV
| Dan-Grad    | 1. Dan  | 2. Dan     | 3. Dan    | 4. Dan   | 5. Dan   | 6. Dan   | 7. Dan           | 8. Dan      | 9. Dan      | 10. Dan     |
| Bezeichnung | Experte | Experte    | Experte   | Experte  | Experte  | Meister  | Meister (Senior) | Großmeister | Großmeister | Großmeister |
| Tagalog     | Pangisa | Pangdalawa | Pangtatlo | Pangapat | Panglima | Panganim | Pangpito         | Pangwalo    | Pangsiam    | Pangsampu   |
| Gürtelfarbe | rot-    | rot-       | rot-      | rot-     | rot-     | rot-     | rot-             | schwarz-    | schwarz-    | schwarz-    |
| Gürtelfarbe | schwarz | schwarz    | schwarz   | schwarz  | schwarz  | schwarz  | schwarz          | rot         | rot         | rot         |

## Vereine und Verbände im deutschsprachigen Raum
|                                        | Landesspezifisch                      | Name des Verbandes                                       | Nähere Information über den Verband | Leitung des Verbandes                                                                         |
| -------------------------------------- | ------------------------------------- | -------------------------------------------------------- | --- | --------------------------------------------------------------------------------------------- |
| Unter dem Namen Arnis                  |                                       | Worldwide Family of Modern Arnis (WFMA)                  | ein Zusammenschluss mehrerer Verbände, die nach dem Modern Arnis von Prof. Remy Presas trainieren. Diese Organisation wurde im Juli 2006 als WBMA (Worldwide Brotherhood of Modern Arnis) gegründet und im August 2007 in WFMA umbenannt. |                                                                                               |
|                                        |                                       | International Modern Arnis Federation (IMAFP)            | eine philippinische Organisation, die von Remy A. Presas gegründet wurde. |                                                                                               |
|                                        |                                       | International Philippine Martial Arts Federation (IPMAF) | ist die Welt-Dachorganisation des Kombatan Arnis unter Leitung von Großmeister Ernesto A. Presas, Mitbegründer des Modern Arnis und Mano Mano.                                                                                            | unter der Leitung von GM Ernesto Presas Jr. (Lakan Sampu)                                     |
|                                        |                                       | World Community Kombatan                                 | eine philippinische Organisation, die von Großmeister Ernesto A. Presas gegründet wurde. | Als Vorsitzender wurde Großmeister Juerg Ziegler (9. Dan Kombatan / Modern Arnis) eingesetzt. |
|                                        |                                       | ARNIS ASSOCIATION INTERNATIONAL INC. (AAII)              | eine philippinische Organisation, die von Großmeister „Rodel“ Dagooc gegründet wurde. | unter der Leitung von GM Rodel Dagooc                                                         |
|                                        | Innerhalb des deutschen Raumes        | Deutscher Arnis Verband e. V. (DAV)                      | | unter der technischen Leitung von Dieter Knüttel                                              |
|                                        |                                       | Modern Arnis – Mano Mano Organisation Deutschland (MAMD) | Die MAMD wurde 1994 gegründet und vertritt das Kombatan des Begründers GGM Ernesto A. Presas (Lakan Sampu). Die MAMD ist Mitglied in der IPMAF.                                                                                           | unter der Leitung von IPMAF Chief Instructor GM Wolfgang Schnur (Lakan Sampu Kombatan)        |
|                                        |                                       | Arnis de Mano Deutschland e. V.                          | |                                                                                               |
|                                        |                                       | Daisho Martial Arts Academy (DMAA)                       | direkte Verbindung zu ARNIS ASSOCIATION INTERNATIONAL INC. (AAII) | unter der Leitung von Marco Wilhelm                                                           |
|                                        |                                       | Deutscher Kobudoverband e.V Sektion Arnis                | |                                                                                               |
|                                        |                                       | DAKO (Deutsch-Asiatische Kampfkunst Organisation) / IMAF | das Combat Arnis wurde vom philippinischen Waffen- und Karate-Großmeister J. Chui Brocka, einem Schüler der Presas-Brüder und Ausbilder bei den US Special Forces, gegründet und in Europa eingeführt                                     | unter der Leitung von Hans-Dieter Rauscher                                                    |
|                                        | Innerhalb des österreichischen Raumes | International Real Arnis Federation / IRAF               | Wurde 2002 in Graz/Österreich gegründet. Real Arnis enthält Techniken und Konzepte aus dem Modern Arnis, Pananandata Arnis, Lapunti Arnis, Combat Arnis, Warrior Escrima, Doce Pares Escrima, Kali und Silat.                             | Cheftrainer Alfred Plath                                                                      |
|                                        | Innerhalb des Schweizer Raumes        | Jürg Ziegler Martial Arts Centre (JZMAC)                 | | unter Leitung von Jürg Ziegler                                                                |
| Unter dem Namen Eskrima/Escrima        |                                       | Doce Pares Escrima                                       | |                                                                                               |
|                                        |                                       | Escrima Concepts                                         | |                                                                                               |
|                                        |                                       | Giron/Arnis Escrima                                      | |                                                                                               |
|                                        |                                       | Latosa Escrima / ETF Combat Escrima                      | |                                                                                               |
|                                        |                                       | Newman-Escrima                                           | |                                                                                               |
|                                        |                                       |                                                          | |                                                                                               |
| Unter dem Namen Kali                   |                                       | Pekiti-Tirsia Kali                                       | | unter Leitung von Tuhon Uli Weidle                                                            |
|                                        |                                       | Kali Silat neu: KSE (Kali Silat Evolution)               | |                                                                                               |
|                                        |                                       | Inosanto Kali                                            | |                                                                                               |
|                                        |                                       | Kali Sikaran                                             | |                                                                                               |
| Unter Einbeziehung aller Bezeichnungen |                                       | IKAEF                                                    | |                                                                                               |
|                                        |                                       | Progressive Filipino Fighting                            | |                                                                                               |
|                                        | Innerhalb des deutschen Raumes        | Filipino Fighting Arts Association Deutschland           | |                                                                                               |
|                                        | Innerhalb des deutschen Raumes        | Eskrima International                                    | Gegründet 2004 von Suro Emanuel Hart mit dem Zweck sein Inayan System III Eskrima in Deutschland zu promoten und zu organisieren. | Gegründet von Suro Emanuel Hart Geleitet von Andrew Gläser                                    |

## Persönlichkeiten
Veteranen und Pioniere der philippinischen Kampfkünste sind unter anderem Leo Tortal Gaje, Jr. (Pekiti-Tirsia Kali), Dan Inosanto, Edgar Sulite (Lameco Eskrima), die Cañete-Brüder (Doce Pares), Angel Cabales (Cabales Serrada Escrima), Hans-Dieter Rauscher (Combat Arnis), Dieter Knüttel (Modern Arnis), Jeff Espinous (Kali Sikaran), die Brüder Ernesto und Remy Presas (Modern Arnis), Jevier Jesus Garcia (Progressive Filipino Fighting), Michael G. Inay (Inayan Eskrima) sowie René Latosa (Latosa Escrima Concepts).
Masters of Tapi-Tapi sind die direkten Schüler von Remy Presas, d. h. Brian Zawilinski, Ken Smith, Chuck Gauss und Gabriele Roloff.